# Карабанов, Алексей Алексеевич
Алексе́й Алексе́евич Караба́нов (род. 15 мая 1961, Ленинград) — российский военный дирижёр, заслуженный артист Российский Федерации (1996), заслуженный деятель искусств Российский Федерации (2018), капитан 1-го ранга (2007).

## Биография
Родился в Ленинграде. В 1973 году начал обучение на кларнете.
1976—1980 гг. — учёба в музыкальном училище при Ленинградской государственной консерватории им. Н. А. Римского-Корсакова, класс преподавателя И. Г. Рогинского, известного кларнетиста, лауреата международного конкурса (Прага, 1947 год — 1 место).
В 1980 году поступил на Военно-дирижёрский факультет при Московской государственной консерватории им. П. И. Чайковского (класс профессора Г. П. Алявдина) и в 1985 году с отличием окончил его.
Первое место службы — дирижёр Оркестра Высшего военно-морского инженерного училища им. Ф. Э. Дзержинского.

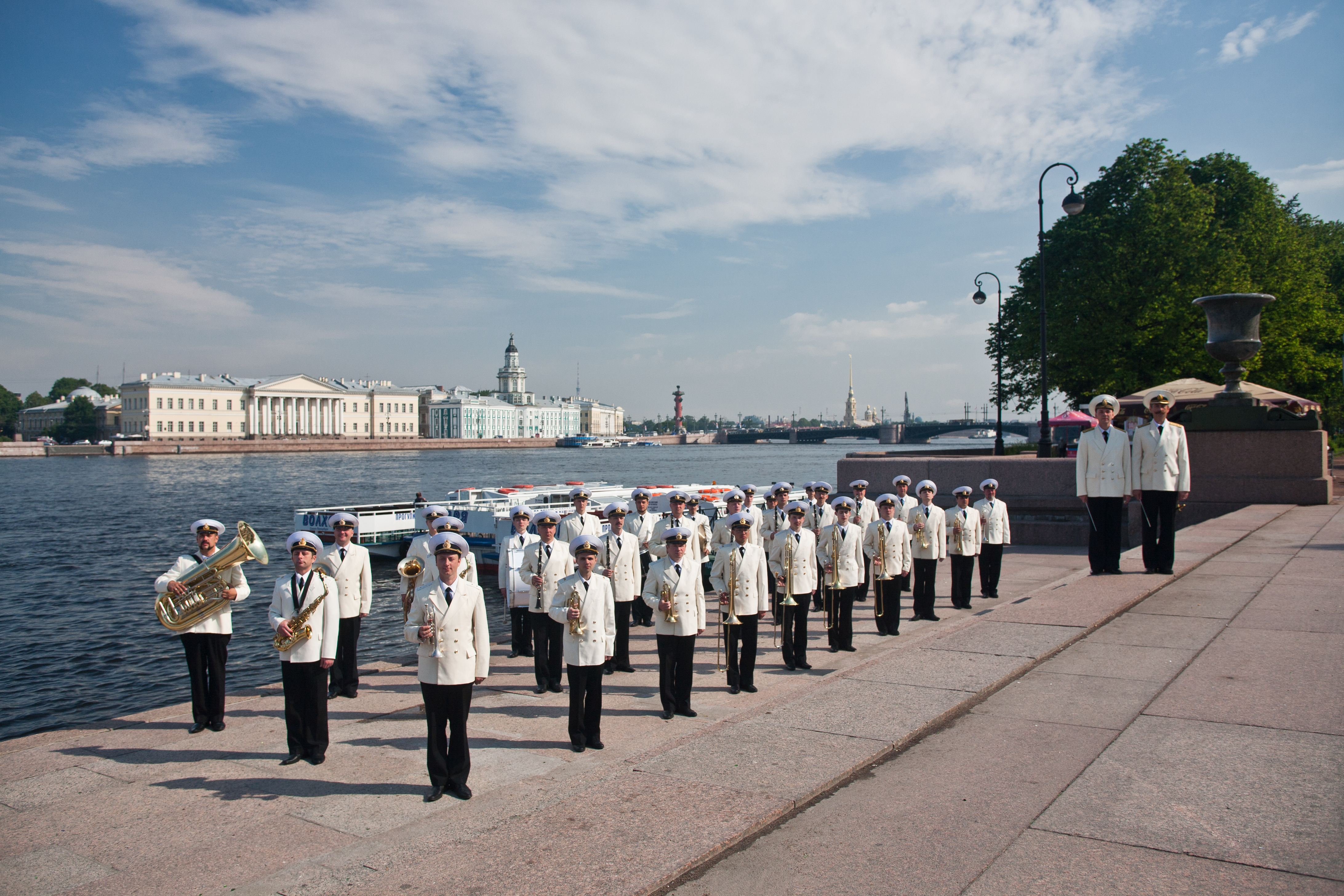
Адмиралтейский оркестр Ленинградской военно-морской базы под руководством А. Карабанова

В 1996 году Алексей Карабанов был удостоен почётного звания «Заслуженный артист Российской Федерации».
Блестящая работа Алексея Карабанова как дирижёра превратила Адмиралтейский оркестр в один из лучших военно-музыкальных коллективов страны, гастролирующий и в России, и за рубежом (практически во всей Западной Европе).
Алексей Карабанов выступает не только со своим оркестром. Его приглашают дирижировать ведущими музыкальными коллективами США и Англии.
С 2000 года ежегодно проводятся международные фестивали «Адмиралтейская музыка», где А. Карабанов является не только художественным руководителем, но и генеральным продюсером.
Оркестром записано 7 дисков, где, по мнению специалистов и любителей музыки, продемонстрировано высокое исполнительское мастерство оркестра и дирижёра.
В 2005 году награждён Благодарностью Законодательного Собрания Санкт-Петербурга за существенный личный вклад в развитие культуры и искусства в Санкт-Петербурге и в связи с 20-летием службы на посту дирижёра Адмиралтейского (9-го военного) оркестра Ленинградской военно-морской базы.
С 2007 года — начальник Центрального образцового оркестра им. Н. А. Римского-Корсакова Военно-Морского Флота.
Доцент кафедры оркестрового мастерства Московского государственного института музыки им. А. Г. Шнитке.
С августа 2021 по август 2022 года — художественный руководитель и главный дирижёр Тюменского филармонического оркестра.